# Ille
Ille – rzeka we Francji, przepływająca przez teren departamentu Ille-et-Vilaine, o długości 47,1 km. Stanowi prawy dopływ rzeki Vilaine.
Przy ujściu Ille do rzeki Vilaine znajduje się miasto Rennes.